# خداع عسكري (استراتيجية)
الخداع العسكري هو مصطلح فرنسي دخل اللغة الإنجليزية عن طريق نظام المسابقات والمبارزة والخداع: هو مناورات مُصمَّمة للصرف، أو التضليل، من خلال إعطاء انطباع بأنّ مناورة معينة ستحدث بينما في الواقع لن يحدث شيء. وهو موجود أيضاً في التراث العربي والإسلامي، ومن ذلك حديث النبي محمد ﷺ: ((الحربُ خَدْعَة)).
في التكتيكات العسكرية أنواع عديدة من القتال، ويوجد نوعان من الخداع:
- خداع الهجوم.
- خداع الإخلاء العسكري.

## الهجوم
صُمِّم الهجوم الخداعي لرسم إجراءات دفاعية تجاه منطقة تحت الهجوم، وعادة ما يُستخدم بمثابة تحويل؛ لإجبار العدو على تركيز القوى العاملة في منطقة معينة؛ لإضعاف القوة المعارضة في منطقة أخرى.

## الإخلاء
يُنفّذ التراجع من خلال إشراك العدو لفترة قصيرة، ثم التراجع؛ والغرض منه: رسم ملاحقة العدو في كمين مُعدّ، أو لإحداث فوضى. على سبيل المثال: هزيمة معركة هاستينغز عندما تابع السكسونيون سلاح الفرسان النورماندي، حيث خسر الارتفاع وكسر الخطوط؛ مما أتاح الفرصة للقتال في قتال منفرد على نقطة مراقبة محايدة، ومن الأمثلة العربية القديمة كذلك: يوم طخفة.